# Protandrena punctulata
Protandrena punctulata är en biart som beskrevs av Timberlake 1976. Protandrena punctulata ingår i släktet Protandrena och familjen grävbin. Inga underarter finns listade i Catalogue of Life.